# Miriamrothschildia
Miriamrothschildia är ett släkte av kackerlackor. Miriamrothschildia ingår i familjen småkackerlackor.
Kladogram enligt Catalogue of Life:
| Miriamrothschildia | \| \| Miriamrothschildia aldabrensis \| \| \| \| \| \| Miriamrothschildia biplagiata \| \| \| \| \| \| Miriamrothschildia gardineri \| \| \| \| \| \| Miriamrothschildia labyrinthica \| \| \| \| \| \| Miriamrothschildia mahensis \| \| \| \| \| \| Miriamrothschildia zonata \| \| \| \| |
|                    | \| \| Miriamrothschildia aldabrensis \| \| \| \| \| \| Miriamrothschildia biplagiata \| \| \| \| \| \| Miriamrothschildia gardineri \| \| \| \| \| \| Miriamrothschildia labyrinthica \| \| \| \| \| \| Miriamrothschildia mahensis \| \| \| \| \| \| Miriamrothschildia zonata \| \| \| \| |
|                    | Miriamrothschildia aldabrensis |
|                    | |
|                    | Miriamrothschildia biplagiata |
|                    | |
|                    | Miriamrothschildia gardineri |
|                    | |
|                    | Miriamrothschildia labyrinthica |
|                    | |
|                    | Miriamrothschildia mahensis |
|                    | |
|                    | Miriamrothschildia zonata |
|                    | |